# Parco nazionale del Lago Malawi
Il parco nazionale del Lago Malawi è un parco nazionale del Malawi, posizionato sulla costa meridionale dell'omonimo lago. Le sue specie ittiche endemiche della famiglia Cichlidae sono un tipico esempio di radiazione adattativa e di speciazione simpatrica. Grazie alle sue caratteristiche è stato aggiunto ai patrimoni dell'umanità dell'UNESCO.